# Molí de vent de Can Sala
El Molí de vent de Can Sala és una obra de Montmeló (Vallès Oriental) protegida com a Bé Cultural d'Interès Local.

## Descripció
Aquest tipus de molí rep diferents noms: molí aiguader, molí multipala, molí de ramell o americà. La funció d'aquesta tipologia de molí era treure l'aigua del subsòl, omplir la basa i poder regar els camps de conreu.
Els molins aiguaders acostumen a ser de mides reduïdes. Consten de dos cossos principals, la torre i l'arbre.
Es basen en una roda amb raigs sobre la qual es munten un bon nombre de pales, normalment metàl·liques, muntades de forma guerxa a mode d'hèlix, al voltant d'un eix de gir. Les pales s'eleven amb l'empenta ascensional que crea el vent quan bufa i fan girar l'hèlix (la roda) que inicia el moviment tot el mecanisme de bombeig de l'aigua per extreure-la. Aquest tipus de molins són d'eix horitzontal i cal orientar-lo en direcció al vent. El timó o penell redirigeix l'hèlix cap a la direcció en la què bufa el vent. El molí acostuma a col·locar-se elevat del nivell del sòl sobre una torre, que pot ser metàl·lica, de fusta, de pedra o d'obra. En el cas de les torres de pedra o d'obra podien ser quadrades o cilíndriques. Es construïen sobre el pou.
L'estructura del molí de can Sala consisteix en una torre de planta quadrada feta d'obra arrebossada al lateral de la bassa, a l'interior de la torre se situa la maquinària per a extreure l'aigua i a sobre de la coberta hi ha l'hèlix del molí de manera que puguin rodar quan bufa el vent.
En un lateral es troba la porta d'entrada per accedir a l'interior del pou per fer les revisions i el manteniment de la maquinària.
Antigament, el molí de can Sala tenia dues basses, una de petita adossada a un costat de la torre del molí i era per ús domèstic, com per exemple de safareig per rentar-hi la roba, i al costat oposat de la torre s'hi adossava una de molt gran i que servia per abeurar una cort de vaques.
Abans el molí es trobava a la finca de Can Sala, després els terrenys de la finca es van anar dividint en diferents parcel·les i actualment està separat del mas.
Actualment el molí funciona amb una bomba.